# União Para O Desenvolvimento
Die União Para O Desenvolvimento (portugiesisch für Union für Entwicklung, chinesisch 同心協進會) ist eine politische Partei in der Sonderverwaltungszone Macau innerhalb der Volksrepublik China, welche seit der Parlamentswahl 2017 zwei Sitze in der Gesetzgebenden Versammlung von Macau innehat.

## Vernetzung mit dem Gewerkschaftsbund von Macau
Die Partei steht dem einflussreichen Gewerkschaftsbund von Macau sehr nahe. De facto tritt der Gewerkschaftsbund über die Wahlliste der Partei bei Direktwahlen an. Daneben stellt der Gewerkschaftsbund auch weitere Amtsträger in politischen Institutionen von Macau. Insbesondere durch die beiden dem Gewerkschaftsbund angehörenden Abgeordneten, die für die Interessenvertretung Comissão Conjunta da Candidatura das Associações de Empregados über den funktionellen Wahlkreis des Arbeitersektors in die Gesetzgebende Versammlung einziehen konnten, steigert sich der Einfluss des Gewerkschaftsbundes in der Politik von Macau.

## Geschichte
Bei der Parlamentswahl 1992 trat die União Para O Desenvolvimento erstmals bei einer Wahl in Macau an und errang aus dem Stand zwei Mandate. Eines der Mandate ging an den heutigen Regierungschef von Macau, Fernando Chui. In den folgenden Legislaturperioden blieb die Partei dauerhaft im Parlament vertreten. Bei der Parlamentswahl 2017 erreichte die Wahlliste der Partei mit 16.696 Stimmen 9,67 % der Gesamtstimmen und erhielt zwei Mandate.

## Ausrichtung
Die Partei versteht sich als Vertreter der Arbeiterklasse und hat auch eine durchgängige personelle Vernetzung mit dem Gewerkschaftsbund von Macau. Die União Para O Desenvolvimento unterstützt die Politik der Volksrepublik China in vollem Maße. Neben der unangefochtenen Zuordnung Macaus zur Volksrepublik China, also chinesischem Patriotismus, unterstützt die Partei auch die Wirtschaftspolitik der sozialistischen Volksrepublik China. Diese ist aber schon lange nicht mehr so streng sozialistisch, sondern hat auch eine starke marktsozialistische Prägung in den letzten Jahrzehnten erfahren. In dieses Schema passt auch die União Para O Desenvolvimento, welche neben einer sozialistischen Grundhaltung auch wirtschaftsliberale Elemente mit Fokus auf die Tolerierung und Förderung des Glücksspiels in Macau enthält. Durch die Vergabe von Lizenzen für Spielbanken soll eine soziale Absicherung der Bürger gewährleistet werden.